# Humanitasprijs
De Humanitasprijs (Engels: Humanitas Prize) is een Amerikaanse prijs voor film- en televisiescripts ter promotie van menselijke waardigheid en vrijheid. De prijs gaat naar "televisie- en scriptschrijvers die in alle eerlijkheid de complexiteit van de menselijke ervaring onderzoeken en licht scheppen op de positieve waarden van het leven."
De Humanitasprijs wordt sinds 1976 jaarlijks uitgegeven in diverse categorieën en gaat gepaard met een geldbedrag van 10.000 tot 25.000 dollar per categorie. Er zijn tevens twee prijzen voor studenten: de Carol Mendelsohn College Drama Fellowship en de David and Lynn Angell College Comedy Fellowship. De prijs New Voices is bedoeld voor opkomende schrijvers die met deze prijs een script voor een pilot-aflevering kunnen schrijven, onder leiding van gevestigde namen uit het vakgebied.
Volgens Barbara Walters is de Humanitasprijs voor Amerikaanse televisie wat de Nobelprijs is voor literatuur en de Pulitzerprijs voor journalistiek.
Tussen de prijswinnaars zitten televisieseries als The Big Bang Theory (2018) en de The Handmaid's Tale (2020).